# Lyra Pramuk
Lyra Pramuk (* 20. September 1990) ist eine US-amerikanische Sängerin, Komponistin und Performance-Künstlerin.

## Leben
Pramuk wuchs in Hollidaysburg, Pennsylvania, auf. Bereits in ihrer Jugend trat sie in Kirchenchören, Orchestern und mit Musiktheatergruppen auf der Bühne auf. Pramuk, die als Junge aufwuchs, hatte laut eigener Aussage nicht das Bedürfnis, sich „als schwuler Mann zu outen“, denn „es war gefährlich, anders zu sein“.
Pramuk ging nach New York City, wo sie die Eastman School of Music besuchte und nahm dort an einem Programm teil, bei dem sie täglich Gesangsübungen in sechs verschiedenen Sprachen absolvieren musste. Während ihres Studiums absolvierte sie einige Auslandsaufenthalte in Berlin, wo sie Kontakte zu diversen Musikern und Künstlern knüpfte und die Techno-Szene der Stadt kennenlernte. Nach ihrem Abschluss an der Eastman zog Pramuk 2013 nach Berlin und veröffentlichte erste Gesangsstücke über Bandcamp. Sie kollaborierte parallel mit Klangkünstlern wie Holly Herndon oder Colin Self und besuchte als Artist in Residence Programme in Tokio und Stockholm.
Zu dieser Zeit outete Pramuk sich auch öffentlich als transsexuell, was sie über ihren Instagram-Kanal genau dokumentierte.
2020 erschien Pramuks Debütalbum Fountain auf dem isländischen Label Bedroom Community. 2021 folgte das Remix-Album Delta mit Neubearbeitungen ihrer Tracks von Valgeir Sigurðsson, Colin Self, Hudson Mohawke, Kara-Lis Coverdale, Caterina Barbieri, Eris Drew, Ben Frost, Gabber Modus Operandi und Tygapaw. Ihr zweites Studio-Album Hymnal erschien 2025 beim deutschen Label 7k!.
Pramuk unterrichtet „Experimente in der Zukunft der Aufführung“ an der NYU Berlin.

## Diskografie
Alben
- 2020: Fountain (Bedroom Community)
- 2021: Delta (Remix-Album; Bedroom Community)
- 2025: Hymnal (7k!)